# Tomitarō Makino
Tomitarō Makino (牧野富太郎, Makino Tomitarō, 24 avril 1862 à Sakawa (dans la préfecture de Kōchi) - 18 janvier 1957) est un botaniste japonais.
C’est un botaniste célèbre pour ses travaux en taxinomie qui a été baptisé le « père de la botanique japonaise ». C'est l’un des premiers botanistes japonais à classer toutes les plantes du Japon suivant la méthode développée par Carl von Linné (1707-1778). Ses recherches lui font rassembler 50 000 spécimens qui lui permettent de réaliser sa Flore illustrée du Japon. Malgré l’abandon de sa scolarité dès le primaire, il réussit à obtenir un titre de docteur ès sciences. Son anniversaire est célébré comme le jour de la botanique au Japon.

## Biographie
Tomitarō Makino naît à Sakawa, célèbre pour son saké. Ses parents meurent durant son jeune âge et il est élevé par sa grand-mère. Il quitte l’école à seulement treize ans et développe un fort intérêt pour la langue anglaise, la géographie et, surtout, la botanique. En 1880, il devient instituteur dans une école primaire de sa ville natale et publie alors son premier article scientifique.
En 1884, il part pour Tokyo poursuivre sa passion pour la botanique à l’université de Tokyo. Il est soutenu dans ses recherches par le professeur Ryokichi Yatabe (1851-1899) et commence à faire paraître une revue académique de botanique en 1887. Il se marie en 1890, union dont naîtront treize enfants.
En 1936, il fait paraître Makino shokubutsugaku zenshū (le livre de botanique de Makino), en six volumes, dans lequel il décrit 6 000 espèces dont 1 000 nouvelles pour la science. Son œuvre la plus célèbre est Makino shin Nihon shokubutsu zukan (ou Flore illustrée du Japon de Makino), qui paraît en 1940 et est encore un ouvrage de référence aujourd’hui.
Makino a décrit durant sa vie 2 500 plantes (1 000 espèces et 1 500 variétés). De plus, il a découvert environ 600 autres nouvelles espèces.

## Source
- (en) Courte biographie basée sur Makino Tomitarō de Rou Hikawa, éditions Popura, 1980.

Makino est l’abréviation botanique standard de Tomitarō Makino.
Consulter la liste des abréviations d'auteur en botanique ou la liste des plantes assignées à cet auteur par l'IPNI, la liste des champignons assignés par MycoBank, la liste des algues assignées par l'AlgaeBase et la liste des fossiles assignés à cet auteur par l'IFPNI.
- Notices d'autorité :   - VIAF
  - ISNI
  - IdRef
  - LCCN
  - GND
  - Japon
  - CiNii
  - Pays-Bas
  - Israël
  - Vatican
  - Norvège
  - Grèce
  - Corée du Sud
  - WorldCat